# Leucas argentea
Leucas argentea là một loài thực vật có hoa trong họ Hoa môi. Loài này được Gürke mô tả khoa học đầu tiên năm 1905.